# Jalâl ud-Dîn Fîrûz Khaljî
Jalâl ud-Dîn Fîrûz II ñ Khaljî, (persan : جلال الدین فیروز خلجی) est un sultan de Delhi du 13 juin 1290 à sa mort le 19 juillet 1296, fondateur de la dynastie des Khaljî.
Khalji Firuz II Shah est un officier de Balbân, attaché à la défense de la frontière du nord-ouest face aux invasions mongoles. Il devient gouverneur sous le règne de Muizz ud-Dîn Kaiqûbâd puis ministre militaire. Il organise une conspiration contre le sultan Kaiqûbâd et son ministre Nizam-ud-din, qui parvient à capturer puis à assassiner le sultan. Il prend le pouvoir à Delhi et se fait proclamer sultan sous le nom de Jalâl ud-Dîn Fîrûz II Shah à  l'âge de soixante-dix ans. Il doit d’abord affronter l’opposition des Ilbarîdes qui ont rallié les rajahs hindous, en particulier la révolte de Malik Chhajju, un neveu de Balbân qui revendique le trône. Victorieux, il les traite avec magnanimité.
En 1292, le neveu du sultan Alâ ud-Dîn Khaljî repousse un raid de 150 000 Mongols. Trois mille d'entre eux se convertissent à l'Islam et restent en Inde.
Alâ ud-Dîn, nommé gouverneur de Kara, dirige une expédition dans le Mâlwa et prend Bhisla. En 1294, sans l'autorisation de son oncle, il organise un raid de pillage très fructueux contre le roi de Devagri, le Yâdava Ramachandradeva, à l’ouest du Dekkan.
Le 19 juillet 1296, l'ambitieux Alâ ud-Dîn Khaljî fait assassiner son oncle et se fait proclamer sultan à sa place.

## Sources
- « History of Delhi Sultanate, par M.H. Syed Publié par Anmol Publications PVT. LTD., 2004 »(Archive.org • Wikiwix • Archive.is • Google • Que faire ?)  (ISBN 812611830X et 9788126118304)
- History of Medieval India: From 1000 A.D. to 1707 A.D., par Radhey Shyam Chaurasia Publié par Atlantic Publishers & Distributors, 2002  (ISBN 8126901233 et 9788126901234)